# Sami Hinkka
Sami Hinkka (27 aprile 1978) è un bassista finlandese.
È stato il bassista del gruppo melodic death/doom metal Rapture fino al 2006. Nel 2004 entra negli Ensiferum sostituendo Jukka-Pekka Miettinen.
Nel 2012 insieme a Markus Toivonen, Heri Joensen dei Týr, Mikko Salovaara dei Kiuas e Mathias Nygård, Olli Vänskä , Jukka-Pekka Miettinen dei Turisas partecipa come corista nella canzone "Sons of Winter and Stars" dei Wintersun presente nell'album Time I.

## Discografia con gli Ensiferum
- 2006 - Dragonheads
- 2007 - Victory Songs
- 2009 - From Afar
- 2012 - Unsung Heroes
- 2015 - One Man Army
- 2017 - Two Paths